# Natuurpark Cindrel

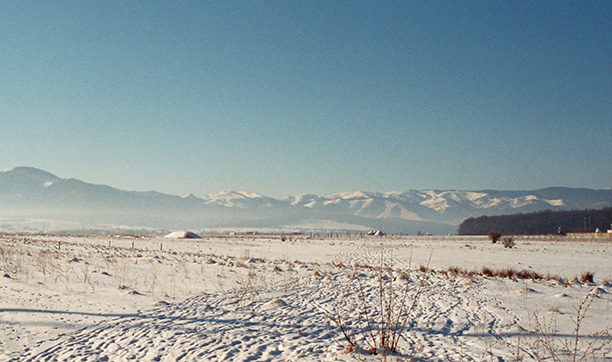

Natuurpark Cindrel (Roemeens: Parcul Natural Cindrel) is een natuurpark in Roemenië. Het park is 9873 hectare groot en werd opgericht in 2000. Het natuurpark omvat bergen en bossen. In het park komen bruine beer, gems en edelhert voor.